# Kärlekens fröjder
Kärlekens fröjder är en fransk dramafilm med såväl komedi som romantikinslag i regi av Max Ophüls. I filmen berättas tre olika historier med titlarna Le Masque, La Maison Tellier och Le Modèle. Filmen hade premiär 1952. Vid Oscarsgalan 1955 var filmen nominerad i kategorin "bästa scenografi, svartvit film".

## Rollista
- Claude Dauphin - läkaren
- Gaby Morlay - Denise
- Madeleine Renaud - Julia Tellier
- Ginette Leclerc - Madame Flora dite Balançoire
- Mila Parély - Madame Raphaële
- Danielle Darrieux - Madame Rosa
- Pierre Brasseur - Julien Ledentu
- Jean Gabin - Joseph Rivet
- Jean Servais - Jeans vän, även berättare
- Daniel Gélin - Jean, målare
- Simone Simon - Josephine, modell
- Antoine Balpêtré - Monsieur Poulain
- Henri Crémieux - Monsieur Pimpesse
- Paulette Dubost - Madame Fernande
- Jean Galland - Ambroise
- Héléna Manson - Marie Rivet
- Marcel Pérès - Monsieur Duvert
- Louis Seigner - Monsieur Tourneveau